# Růžový sad na Petříně
Růžový sad, dříve zvaný též Švehlův růžový sad, se nachází na hradčanské straně vrcholové pláně kopce Petřína v Praze, v nadmořské výšce 320–328 m n. m. Je chráněný jako kulturní památka České republiky.

## Historie
Na této části Petřína byl původně lesní porost, který byl postupně nahrazován vinnou révou a ovocnými stromy. Růžový sad se nachází na pozemku mezi Hladovou zdí a barokním opevněním ze 17. a 18. století. Od barokní doby byl součástí hradebního pásma příslušejícího k Hradčanům a sloužil až do roku 1932 armádním účelům. Byly zde bastiony opevnění, objekty pracháren a další vojenské budovy.
Po roce 1932 byl postupně upravován na zahradu. Úpravy byly dokončeny v roce 1938. V letech 1992 až 1994 se zde provedla velká rekonstrukce. V parku je situovaná horní stanice lanové dráhy na Petřín a hvězdárna M. R. Štefánika.
Zahrada je rozdělena na tři kompoziční části. První z nich je samotné rozárium. Druhou je část mezi stanicí lanovky a cestou k rozhledně, za kterou je pak poslední třetí část s dětským hřištěm a místem na piknik.
Rozárium vznikalo postupně na půdorysu rosety a vějíře podle návrhu, který zpracoval Josef Kumpán. K výsadbě rozária o rozloze cca 2 ha bylo použito 8000 ks růží, darovaných různými pěstitelskými podniky.
Od roku 1992 se prováděla obnova Růžového sadu, při které došlo k částečné vyměně rostlin a povrchů cest z asfaltového na betonový. Byly vybudovány i nové rozvody vody a konstrukce, po kterých se pnou růže. Dalším krokem obnovy byly zavlažovací systémy a rekonstrukce trávníkových ploch. V 70. letech 20. století byla provedena i rozsáhlá přestavba hvězdárny.

## Citát
| „                  | Od Ladronky v Břevnově do Růžového sadu na Petříně vede stará polní cesta. Chodíval jsem tam s Tomanem, který bydlel nedaleko, pokud mu takovou procházku jeho nemocné srdce dovolovalo. Cesta byla nepravidelně vroubena šípkovými keři. Toman je míval rád. Když koncem května rozkvetly, byla to pěkná podívaná. | “ |
| — Jaroslav Seifert | |   |

## Sochy v zahradě

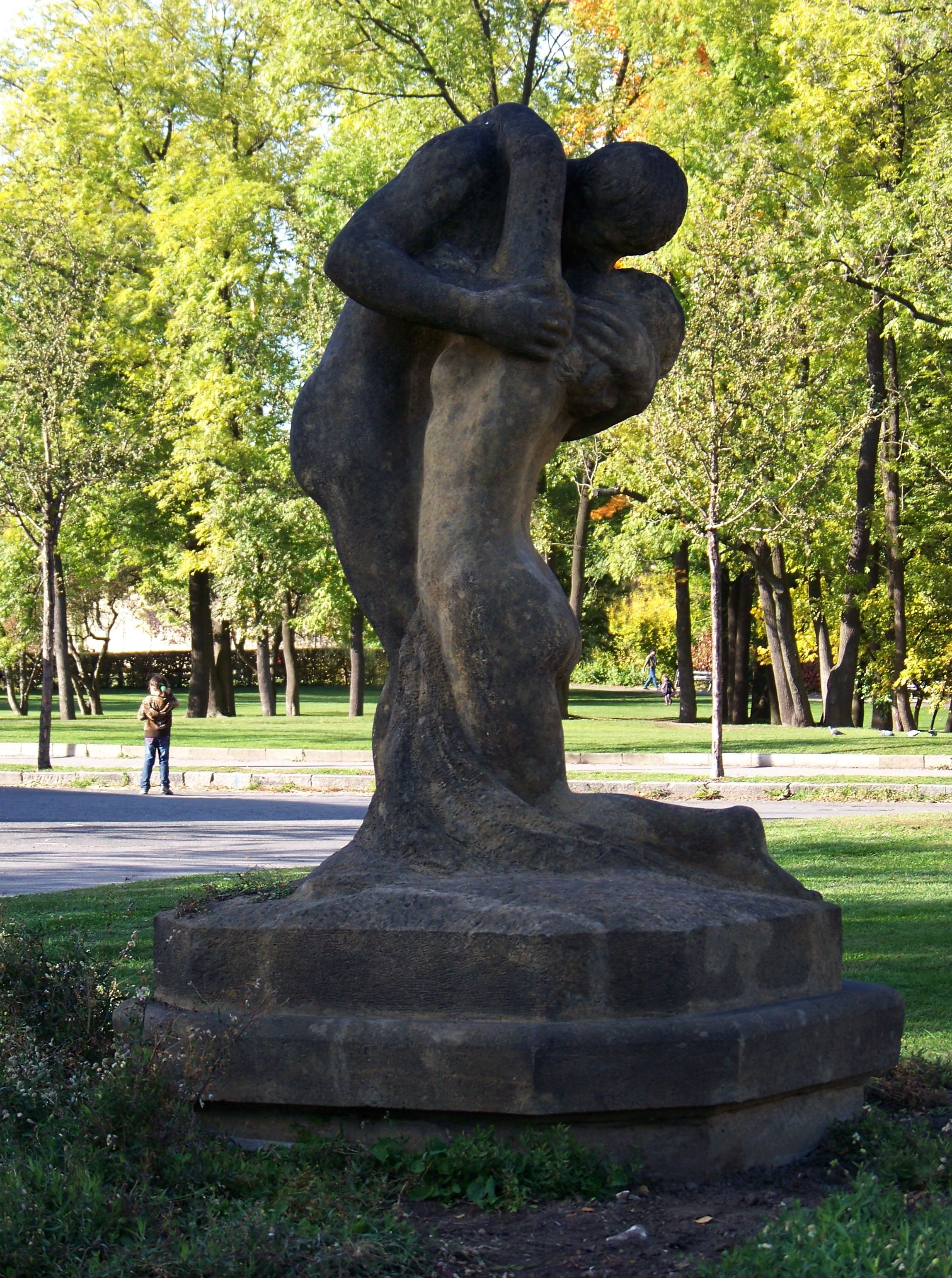
sousoší Polibek

### Polibek
V zahradě je osazeno sousoší Polibek. Autorem je Josef Mařatka a sokl vytvořil Jan Kotěra v roku 1921. Bylo původně umístěné v Letenských sadech a na Petřín bylo přenesené až po roce 1945. Okolo sousoší je záhon půdokryvných růží Red Fairy (Červená víla) se sytě červenými květy lemovaný trvalkou šantou s modrými květy.

### Vodník a Rusalka, Touha
Dalšími sochami byly dvě bronzové plastiky Vodník a Rusalka v Zahradě Květnice. Plastiky vytvořil Vilém Amort v r. 1899 a zdobily tamější jezírko. Plastika Vodníka byla přemístěna do depozitáře Národní galerie poté, co byla odcizena Rusalka. Jiná socha od stejného autora v Růžovém sadu zůstala. Jedná se o bronzový akt mladé ženy z r. 1907, který dostal jméno Touha.

### Milan Rastislav Štefánik
Poslední sochou v zahradě je dva a půl metru vysoká bronzová plastika Milana Rastislava Štefánika. Vytvořil ji sochař Bohumil Kafka. Původně byla osazena u Bratislavy na Slovensku. V době samostatného Slovenského štátu byla zničena. Model plastiky se dochoval v depozitáři Národní galerie a díky tomu mohla být obnovena. V Růžovém sadu byla slavnostně odhalena 30. srpna 1994.

### Sluneční hodiny
Další zajímavý monument stojí přímo před Štefánikovou hvězdárnou. Jedná se o moderní sluneční hodiny se třemi kulisovými ukazateli a analemou. Zhotovil je v roce 1976 akademický sochař Pavel Vilímek podle návrhu, který vypracoval Oldřich Hlad.
V expozici v budově hvězdárny jsou vystaveny i další – přenosné sluneční hodiny, jejíchž autorem je Jan Engelbrecht. Na témže místě se nacházejí i vzácné, přenosné měsíční hodiny v barokní úpravě s dřevěným stolkem, který slouží i jako přepravní schránka.

## Zajímavosti

### Památný strom
U hvězdárny se nacházel památný strom – Turecká líska na Petříně. Strom před několika lety zahynul, ale bylo zde ponecháno jeho torzo, které je ozdobeno pnoucí dřevinou loubincem pětilistým (Parthenocissus quinquefolia).

### Labyrint
V centrální části Růžového sadu se nachází namalovaný labyrint. Vytvořila jej skupina nadšenců a je zajímavé, že se jedná o kopii labyrintu v katedrále Notre Dame ve francouzském městě Chartres.

### Rosa Generál Štefánik
Mezi největší rarity v Růžovém sadě patří růže, kterou vyšlechtil v roce 1936 zahradník Jan Böhm. Její jméno je Rosa Generál Štefánik a původně byla vysazena jen v jediném exempláři u sochy M. R. Štefánika. Na jaře roku 2015 byly v blízkosti Štefánikovy hvězdárny, u sochy M. R. Štefánika a na dalších místech Růžového sadu vysazeny další exempláře této sadové růže petřínskými zahradníky.
Na záhonech v Růžovém sadě roste okolo osmi tisíc exemplářů růží mnoha odrůd, barev a tvarů. Jsou zde růže především záhonové, ale také pnoucí, sadové a půdokryvné. Růžové záhony jsou lemovány trvalkou šantou (Nepeta), která svými modrými květy doplňuje barvu, jež růžím není dopřána.

### Květnice
Součástí Růžového sadu je trvalková zahrada Květnice, která leží nedaleko Štefánikovy hvězdárny na části jednoho z bastionů mezi Růžovým sadem a Zahradou Kinských. Mezi trvalkovými záhony se prochází po pravoúhlých štěrkových cestičkách a zahrada je pro svou uzavřenost a klid považována za místo téměř meditační. Do Květnice vede jediný vstup skrz zeď, která je popnutá různými pnoucími dřevinami. V zahradě je mnoho druhů trvalek a dřevin, především pak na jaře kvetoucích rododendronů a vřesů. Květnice je volně přístupná v letní sezóně (od dubna do října včetně) přes den. V nočních hodinách a v zimním období je uzavřena, ale je možné jí zhlédnout z vyvýšené vyhlídky na hlavní cestě vedoucí od hvězdárny ke strahovským kolejím.